# Roberto Bandinelli
Roberto Bandinelli (ur. ok. 1620, zm. 1650 we Lwowie) – lwowski mieszczanin pochodzenia włoskiego, na mocy przywileju z 12 maja 1629 r. operator pierwszej ogólnodostępnej poczty w Rzeczypospolitej działającej w jego prywatnej kamienicy, wnuk Baccio Bandinelliego.